# Gutemberg Freire Régis
Dom Gutemberg Freire Régis, C.Ss.R. (Anori, 14 de agosto de 1940) é um bispo católico brasileiro, bispo emérito de Coari.

## Biografia
A adolescência Pastoral da Prelazia de Coari começou com a posse de um filho nativo como seu Bispo. Nascido no dia 14 de agosto de 1940, no lago do Anamã. Localidade ponta de São João acima do barracão mangueira. Pai Joaquim da Silva Régis, mãe Luiza Freire Régis. Em 1948 morreu o pai Joaquim da Silva Regis (hidropisia). 1950 a família mudou-se para Manaus, Gutemberg Freire Régis estudou em casa em cartilha ensinado pela sua mãe como ela aprendeu de sua avó.
Em 1951 estudou no Grupo Escolar “Ribeiro da Cunha” o 2º ano primário durante o ano todo. Estudando também no segundo semestre no Colégio Nossa Senhora Aparecida. Em 1952 estudou o 3º ano primário no colégio Nossa Senhora Aparecida em Manaus só o primeiro semestre. O segundo semestre estudou no colégio Nossa Senhora do Perpétuo Socorro em Coari, morando no seminário.
Em 1952 entrou no seminário redentorista em Coari. Era chamada “Escola Apostólica Santíssimo Redentor”. Juntou-se aos seminaristas durante o Segundo Congresso Eucarístico Diocesano em Manaus no qual Dom Alberto Gaudêncio Ramos Tornou-se arcebispo. Viajou para Coari no navio “alegria” sob a responsabilidade do senhor Antônio Barreto que era o coletor estadual na época em Coari.
Em 22 de junho de 1966 foi ordenado padre na capela do colégio. E em 1967 terminou o curso de Teologia em Oconomowoc e foi para a cidade de Saint Louis iniciar o Ano Pastoral na Paróquia Redentorista de Santo Afonso. Em agosto de 1967, tendo solicitado retorno antecipado para o Brasil sem fazer o Ano Pastoral, viajou para o Brasil.
Em 13 de agosto de 1967 celebrou a primeira missa em Manaus na Paróquia Nossa Senhora Aparecida.
Em 1973 lecionou técnicas de aconselhamento no CENESCH e em 18 de outubro de 1974 foi nomeado Prelado da Prelazia de Coari (Bula de Nomeação). Tomando posse no dia 1º de dezembro de 1974.
“Volto hoje a Igreja da Prelazia de Coari onde nasci, a qual fui integrado pelo batismo. Foi dentro desta igreja que entendi melhor minha vontade de servir ao povo de Deus, nos anos em que passei no seminário aqui em Coari” disse Dom Gutemberg.
Em 05 de maio de 1978 recebeu autorização para ser ordenado Bispo o que aconteceu no dia 23 de julho do mesmo ano foi ordenado Bispo em Coari. O seu lema episcopal: “ESTAREI SEMPRE CONVOSCO”, expressa uma confiança em Cristo diante de seus limites e fragilidades e promessa de dedicação no serviço pastoral.
Os 25 anos celebrado nesta ocasião foi em comemoração da nomeação de Dom Gutemberg como Prelado de Coari, quatro anos depois em outra celebração foi celebrado os seus 25 anos de Ordenação Episcopal.
Em 2006 tendo entrado em entendimento com a Nunciatura, recebeu um Coadjutor em vista de sua renuncia a administração da Prelazia de Coari dentro de um ano, por esgotamento e desejando novo dinamismo e planejamento pastoral para a Prelazia que não podia mais oferecer. Depois de certo tempo de espera a proposta foi aceita e Dom Joércio Gonçalves Pereira CSSR, foi nomeado Bispo coadjutor da Prelazia de Coari, tomando posse em fevereiro de 2006.